# Sieben Winter in Teheran
Sieben Winter in Teheran (internationaler Titel Seven Winters in Tehran) ist ein deutsch-französischer Dokumentarfilm von Steffi Niederzoll, der im Februar 2023 auf der 73. Berlinale als Eröffnungsfilm der Sektion Perspektive Deutsches Kino seine Weltpremiere feierte.

## Inhalt
Am 16. Dezember 2009 wurde die Studentin Reyhaneh Jabbari in Teheran wegen Mordes zum Tode verurteilt. In einem Akt der Selbstverteidigung hatte sie 2007 als 19-Jährige einen Vergewaltigungsversuch abgewehrt, indem sie den Täter erstach. Der Gerichtsprozess und das daraus resultierende Urteil sorgte international für Empörung und Proteste.
Der Film rekonstruiert den Fall anhand von persönlichen Videoaufnahmen, die teilweise heimlich aufgenommen wurden, Aussagen und Erinnerungen ihrer Familie und Mitgefangenen, sowie anhand von persönlichen Briefen, die von Reyhaneh Jabbari im Gohardascht-Gefängnis in Karadsch verfasst wurden.

## Produktion
2017 begegneten sich Steffi Niederzoll und Shole Pakravan, Jabbaris Mutter, durch Vermittlung von gemeinsamen Bekannten in Istanbul. Pakravan war mit ihrer jüngsten Tochter mit dem Material in die Türkei geflogen, das später die Basis für den Film bildete. Pakravans Ehemann und die zweite Tochter blieben in Teheran zurück. Diese konnte 2021 nach Deutschland kommen, der Ehemann bekommt weiterhin keinen Pass (Stand 2023).
Sieben Winter in Teheran wurde von der deutschen Produktionsfirma Made in Germany Filmproduktion in Koproduktion mit den französischen Produktionsfirmen Gloria Films Production und TS Productions sowie dem Westdeutschen Rundfunk hergestellt.
Die Modellbauerin Gali Blay, die bereits für Asteroid City und Matrix Resurrections gearbeitet hatte, baute die Orte nach, zu denen kein Filmmaterial vorhanden war. Dabei arbeitete sie zusammen mit Modellbauerin Nadja Safvat.
Die Erzählerstimme von Reyhaneh Jabbari übernahm die bekannte iranische Schauspielerin Zar Amir Ebrahimi.
Der Film wurde gefördert von BKM, CNC Mini-Traité, Eurimages, FFA Mini-Traité, Film- und Medienstiftung NRW, Région Ile-de-France.

## Buch zum Film
Im Vorfeld der Weltpremiere erschien ergänzend das Buch Wie man ein Schmetterling wird – Das kurze, mutige Leben meiner Tochter Reyhaneh Jabbari von Shole Pakravan, der Mutter von Reyhaneh Jabbari, und der Regisseurin Steffi Niederzoll im Berlin Verlag.

## Rezeption

### Veröffentlichung
Der Film startete am 29. März 2023 in Frankreich landesweit in über einhundert Kinos. Der Kinostart in Deutschland und Österreich ist für den 14. September 2023 angesetzt.

### Kritik
Die Sendung ttt – titel, thesen, temperamente beschrieb den Film als „Aufruf zum Widerstand gegen die Unterdrückung – nicht nur, aber auch im Iran, wo gerade wieder Demonstrantinnen und Demonstranten von der Todesstrafe bedroht sind“.
Marina D. Richter schrieb in ihrer Rezension für Asian Movie Pulse, dass „der Film von Nicole Kortlükes dynamischem Schnitt gesegnet sei, der das Gefühl vermittele, ein Suspense-Drama zu sehen.“

### Auszeichnungen und Filmfestivals
Auf der Berlinale gewann der Film den Kompass-Perspektive-Preis sowie den Friedensfilmpreis, zudem erhielt er Nominierungen für den Berlinale Dokumentarfilmpreis und den Amnesty International Filmpreis.
Seine internationale Premiere feiert der Film im März 2023 auf dem CPH:DOX im Wettbewerb um den F:act Award, mit dem er auch ausgezeichnet wurde. Des Weiteren war er auf dem International Film Festival and Forum on Human Rights Geneva (FIFDH) im Wettbewerb Creative Documentaries zu sehen, wo der Film eine lobende Erwähnung erhielt, sowie auf dem Human Rights Watch Film Festival in London. Auf dem Movies that Matter Festival in Den Haag, wurde der Film mit dem Activist Documentary Award ausgezeichnet.
Im April 2023 erhielt Niederzoll für Sieben Winter in Teheran den Roman Brodman Preis für den politischen Dokumentarfilm, der vom Haus des Dokumentarfilms, dem Europäischen Medienforum Stuttgart e.V. (HDF) und dem Institut für Medien- und Kommunikationspolitik verliehen wird. Der Film nahm auch am kanadischen Hot Docs Festival 2023 teil und kam unter die von den Zuschauern gewählten 20 beliebtesten Filmen. Im Juni 2023 erhielt Niederzoll den Spezialpreis des 22. Friedenspreis des Deutschen Films – Die Brücke.
2024 wurde Sieben Winter in Teheran mit dem Bayerischen Filmpreis ausgezeichnet. Die Jury begründete ihre Wahl folgendermaßen: „Die Filmemacherin und ihr Team tauchen mit Hingabe in eine fremde Kultur und Sprache ein, um die Ungerechtigkeiten des iranischen Rechtssystems aufzudecken. Der Film fasziniert durch die geschickte Integration verschiedener Tonmaterialien, die sich gemeinsam mit der Visualisierung zu einem einzigartigen Gesamtkunstwerk vereinen.“
Bei der Verleihung des Deutschen Filmpreises 2024 wurde Sieben Winter in Teheran in den Kategorien „Bester Dokumentarfilm“ (Preisträger Melanie Andernach, Knut Losen und Steffi Niederzoll) „Bester Schnitt“ (Preisträgerin Nicole Kortlüke) ausgezeichnet.
Im Dezember 2024 wurde der Film mit dem Deutschen Menschenrechts-Filmpreis in der Kategorie "Langfilm" geehrt. 2025 wurde der Film nominiert für den Grimme-Preis 2025 (Kategorie Information und Kultur).